# بريفالجه
بريفالجه (بالإنجليزية: Prevalje)‏ هي municipality of Slovenia تقع في سلوفينيا في . يقدر عدد سكانها بـ 6,643 نسمة ومساحتها 58.1 كم2 .